# Skaramissalet
Skaramissalet är en medeltida mässbok, som finns bevarad i Skara stifts- och landsbibliotek. Missalet är troligtvis den äldsta boken som finns bevarad i Sverige och det äldsta av sitt slag i Skandinavien.  

## Utformning
Skaramissalet är en katolsk mässbok skriven på latin, med texterna till den sjungna gudstjänsten. Den har även välbevarade bilder på sina sidor. Boken är ett fullmissale, vilket innebär att den innehåller både sång- och textpartier för att kunna genomföra en hel högmässa. Av de delar som finns bevarade finns texter som rör processionen på palmsöndagen, vigilior vid större helgdagar och ritualer vid begravning.
Missalet har illuminerade sidor. Något som uppmärksammats är de målade begynnelsebokstäverna, de jämnt utformade bokstäverna, sirligt utformade not-tecken i sångerna och konsekvensen i illustrerandet. Här finns två helsidesbilder som visar korsfästelsen samt Gud som välsignar världen. 
Det finns 44 blad (88 sidor) kvar av de ursprungliga drygt 300 pergamentbladen.

## Historik

### Ursprung
Boken är gjord av skinn och troligen handskriven av två skriftlärda som har näst intill identisk handstil. Forskare vid Lunds universitet har fastställt att bokens sidor är från 1150, ungefär från den tiden då Skara domkyrka invigdes. Hur boken hamnade i Skara är oklart, men orten var vid den tiden en viktig politisk och religiös plats i det kristna Nordeuropa. Vissa tror att missalet tillverkades till invigningen av domkyrkan. 
Troligen tillverkades boken i norra Frankrike (Normandie), även om också engelska Winchester eller Norge nämnts som möjliga tillverkningsorter. Själva handskrivandet bedöms ha gjorts i Skandinavien – möjligen i ett norskt kloster – mellan åren 1150 och 1170, och efter förlagor från sydligaste England eller nordligaste Frankrike.
Boken blev ombunden drygt 100 år senare med ek, och ekpärmarna har blivit daterade till 1264. Analysen av ekpärmarna visade även att ekarna växte någonstans runt om Skaratrakten.
Missalet var ursprungligen bunden i en enda volym. På 1300-talet eller 1400-talet delades den dock upp i två volymer, varav ena delen idag finns förvarad i Skara stifs- och landsbibliotek och den andra delen i Västergötlands museum i Skara. 

### Brukshistorik, forskning
Skaramissalet användes i domkyrkan av prästen fram till 1527. Missalet användes som gudstjänstbok och var nödvändigt för att en mässa skulle kunna firas. 
Boken har visats på internationella utställningar 1992–1993 i Paris och Köpenhamn om vikingar och korsfarare ifrån Norden och Europa.
Den har väckt intresse hos konsthistoriker och kyrkohistoriker. De har speciellt uppmärksammat den unika handskriften. Konsthistorikerna har mestadels forskat om missalets samband med det västeuropeiska bokmåleriet under 1000–1100-talet. Kyrkohistorikerna har forskat och studerat liturgin med texter, böner och musik, och funnit att missalet innehåller den mässordning som gällde under 1150 till reformationen under 1500-talet för Skara domkyrka och därmed Skara stift.

### Nyutgåva
2006 gavs det ut en faksimilutgåva av missalet på latin och svenska. Faksimilen innehåller både en komplett faksimil av originalet, en tryckt textversion av originalets text och en översättning till svenska. Dessutom ingår uppsatstexter omkring missalet, skrivna av olika forskare.
Missalet utgavs 2006 av en forskargrupp under ledning av teologie doktor Christer Pahlmblad. En särskild stiftelse, under ordförandeskap av prosten Johnny Hagberg, bildades för ändamålet. Bakom denna står Skara stiftshistoriska sällskap, Föreningen för Västgötalitteratur och Västergötlands Fornminnesförening. Stiftelsen har sedan bland annat även stått för utgivningen av biskop Jesper Swedbergs Swensk ordabok; arbetet utfördes av docent Lars Holm.